# Elecciones federales extraordinarias de México de 1929
Las elecciones federales extraordinarias de México de 1929 fueron las elecciones que se llevaron a cabo en México el 17 de noviembre de 1929.
- Presidente de la República. Jefe de Estado y de Gobierno, electo para completar el periodo 1928-1934 tras el asesinato de Álvaro Obregón, presidente electo en las elecciones de 1928. El candidato electo fue Pascual Ortiz Rubio.

El candidato opositor José Vasconcelos y sus seguidores consideraron que la elección había sido el mayor fraude político de la historia mexicana.

## Antecedentes

### Asesinato de Álvaro Obregón
Durante la presidencia de Plutarco Elías Calles, en medio de dos conflictos políticos importantes, la Guerra Cristera y la deuda externa con Estados Unidos, Obregón manifestó interés por obtener de nuevo la presidencia. Tensiones en las cámaras del congreso gestaron un debate entre callistas y obregonistas para buscar la posibilidad de reelección de Obregón. En enero de 1927 se logró la reforma al artículo ochenta y dos constitucional con el propósito de permitir una reelección con un intervalo de un periodo de gobierno entre elecciones, lo que abrió camino a Obregón para volver a la silla presidencial.
A pesar de la oposición de varios personajes callistas, como Luis N. Morones, en las elecciones federales de 1928 se eligió a Álvaro Obregón como presidente de México por segunda ocasión (la primera en 1920). Muchos de los actos de violencia durante la presidencia de Calles fueron atribuidos a Obregón, entre ellos la Guerra Cristera y la persecución a los católicos, por lo que había un descontento general hacia el presidente recientemente electo. Fue asesinado antes de poder tomar cargo; en diciembre de 1928 por José de León Torral, un militante católico, en la Ciudad de México el 17 de julio de 1928. Después de mes y medio de incertidumbre sobre quién tomaría la presidencia, el congreso se reunió y designó a Emilio Portes Gil como presidente interino, hasta la preparación de las elecciones correspondientes, pues Calles lo nombró secretario de Gobernación.

### Presidencia interina de Emilio Portes Gil
La presidencia provisional de Emilio Portes Gil duró de diciembre de 1928 a febrero de 1930, periodo en el cual tuvo que enfrentar dos conflictos nacionales de gran peso político; la resolución de la Guerra Cristera y el conflicto con la Universidad Nacional. Mientras se preparaban las elecciones para noviembre, los tratados entre la jerarquía católica y el gobierno se firmaron en junio de 1929 con el gobierno mexicano dando por terminado oficialmente el conflicto religioso del país. Por otro lado, el conflicto universitario surgió por la inconformidad estudiantil hacia medidas administrativas del gobierno a la Universidad Nacional, por lo que Portes Gil decidió expedir la ley de autonomía y deslindarse del conflicto en 1929. Durante la preparación para las elecciones, el expresidente Calles decidió crear un nuevo partido político que hiciera más sencilla la sucesión presidencial y el control del congreso; el Partido Nacional Revolucionario (PNR) fue creado en marzo de 1929 en la ciudad de Querétaro para fortalecer la unidad e ideología de los revolucionarios y simpatizantes de Calles.

## Campaña electoral

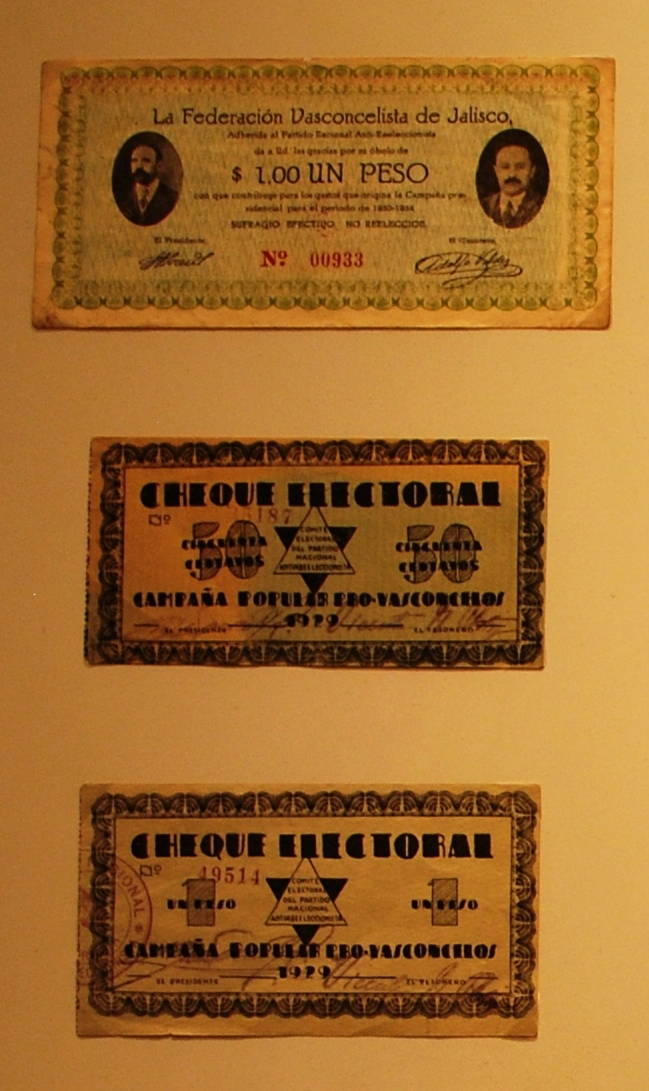
Bonos de contribución para la campaña de Vasconcelos.

En el Partido Nacional Revolucionario hubo polémica sobre quién sería el elegido en la convención, pues se había propuesto, en un principio, a Aarón Sáenz como candidato. En un cambio de último momento se decidió por el general Pascual Ortiz Rubio, quien había sido embajador en Brasil y no tenía tanta fuerza política como Sáenz, por lo que podía ser más fácil de manipular por Calles, según algunas opiniones contemporáneas.
José Vasconcelos, anterior secretario de Educación Pública y rector de la Universidad Nacional, fue el candidato por el Partido Nacional Antirreeleccionista (PNA). Su campaña fue, desde un inicio, apoyada por jóvenes en el norte del país, en la Ciudad de México y en Estados Unidos; pues, cuando fue notificado de la muerte de Obregón, Vasconcelos se encontraba exiliado en San Francisco. Con el apoyo de Manuel Gómez Morin, Vasconcelos tuvo el valor de enfrentarse al partido de Calles, el PNR, y probar su suerte con una candidatura civil. Su campaña, además de ser en extremo problemática mientras más se acercaban las elecciones, fue apoyada por la mayor parte de la clase media católica y los jóvenes.
El tercer candidato, del Partido Comunista Mexicano (PCM), fue Pedro Rodríguez Triana, quien le ganó la candidatura a Diego Rivera. La campaña de Triana se vio limitada, sobre todo en los estados del norte, donde la presencia de Vasconcelos fue muy aclamada.

## Resultados de la elección

### Resultados electorales
|  | 93.55 % |

|  | 5.33 % |

|  | 1.12 % |

### Fraude electoral
Esta elección es recordada como uno de los fraudes electorales más importantes en la historia de México, aunque ha sido poco documentada. El fraude fue denunciado por el grupo vasconcelista, el PNA, e incluso, cónsules norteamericanos de diferentes estados de la república. José Vasconcelos y muchos de sus seguidores documentaron varios de los eventos acontecidos en el día de la elección tales como el control total o parcial de urnas por parte del gobierno y el PNR. Se llegaron a denunciar más votos por Ortiz Rubio que el total de votantes registrados en ciertas poblaciones.
El resultado inesperado para los vasconcelistas causó descontento en los sectores que lo apoyaban, pero sobre todo hizo que Vasconcelos no reconociera la victoria de Ortiz Rubio y huyera a Estados Unidos para manifestarse abiertamente en contra del presidente electo. En su exilio proclamó el Plan de Guaymas, donde llamaba al país a levantarse en armas y proclamar su gobierno. La rebelión fue rápidamente contenida por el gobierno y perdió fuerza.